# Pile romaine de Labarthe-Rivière
La pile romaine de Labarthe-Rivière  (ou « tourraque » de Labarthe-Rivière) est un monument de type « pile romaine » situé sur le territoire de la commune de Labarthe-Rivière, dans le département français de la Haute-Garonne.
Il s'agit très certainement, comme les autres piles, d'un monument funéraire destiné à rappeler le souvenir d'un défunt. Son bon état de conservation permet d'estimer sa hauteur initiale à plus de 11 m, presque intégralement respectée au XXIe siècle.
La pile est classée au titre des monuments historiques en 1905.

## Localisation
Le monument est situé sur le territoire de la commune de Labarthe-Rivière, dans le département de la Haute-Garonne, en région Occitanie, en France. Il se dresse au nord de la RD 33, à l’entrée orientale du village.
Comme les piles de Beauchalot, de Valcabrère et peut-être, au départ de Toulouse, celle de Roques, la pile est située sur l'ancienne voie romaine qui allait de Tolosa (Toulouse) à Aquae Tarbellicae (Dax) et qui passait par Labarthe-Rivière,

## Historique
La pile pourrait dater du Ier ou IIe siècle mais aucun indice archéologique ne permet de conforter cette datation.
Si la pile n'est pas portée sur les cartes de Cassini ou d'état-major, elle fait l'objet de nombreuses mentions dans des bibliographies ou des récits d'excursions archéologiques à partir de 1814.
La pile est classée au titre des monuments historiques par arrêté du 31 octobre 1905.
En 1963, le bureau d'architecture antique du Sud-Ouest réalise un relevé du monument.

## Description
Le monument consiste en une tour carrée, pleine, surmontée d'une pyramide quadrangulaire fortement dégradée ; le plan carré est beaucoup moins répandu qu'un plan barlong pour des piles funéraires.
Le massif de fondation, épais de 0,86 m, mesure 3,88 × 3,78 m. Il supporte le soubassement de 3,58 m de côté pour une hauteur de 1,28 m de haut. Le podium est plus haut que large, avec des dimensions de 3,22 × 3,22 × 3,32 m. Au-dessus, l'édicule mesurant 3,12 m de côté est creusé, sur sa face sud tournée vers la voie antique, d'une niche de plan rectangulaire, large de 1,50 m, profonde de 1,80 m et haute de 2,50 m à l'intrados de sa voûte en berceau. Cette niche devait vraisemblablement accueillir une statue par le passé (des débris de statue sont trouvées lors de fouilles au pied du monument). Le monument se termine par une pyramide pour une hauteur totale actuelle de 10,80 m, la hauteur d'origine, peu différente, étant estimée supérieure à 11 m.
La pile est construite en opus caementicium recouvert d'une parement en opus vittatum. Des trous de boulins restent visibles ainsi que des cavités circulaires traversant toute l'épaisseur du monument et dont le rôle n'est pas connu. Le décor architectural reste une énigme, mais il faut imaginer des entablements et des corniches séparant les différents niveaux. Par contre, la pile semble être dépourvue de pilastres ornant les angles du monument ou l'entrée de la niche. Une aile en pierre, trouvée au pied du monument, a pu appartenir à un oiseau (aigle ou coq) décorant la pointe de la pyramide terminale.
Aucun enclos funéraire ne semble associé à la pile. Face à ce monument de l'autre côté de la route moderne, un bâtiment intègre des vestiges antiques qui sont peut-être ceux d'anciens thermes.
Le dessin de la pile figure sur le logo et le blason officiel de la commune.

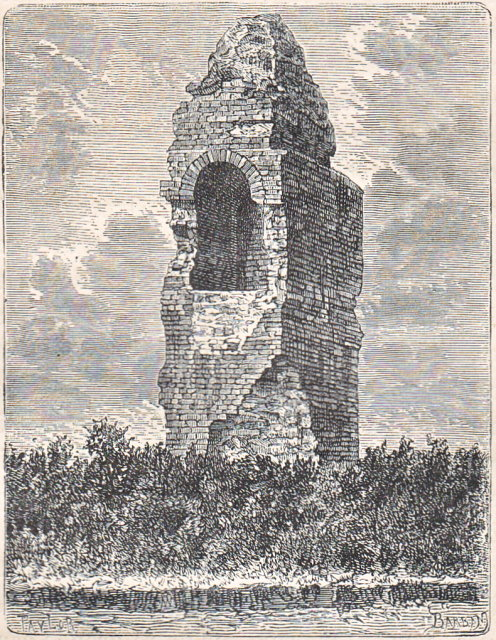
Dessin, vu du sud-est.
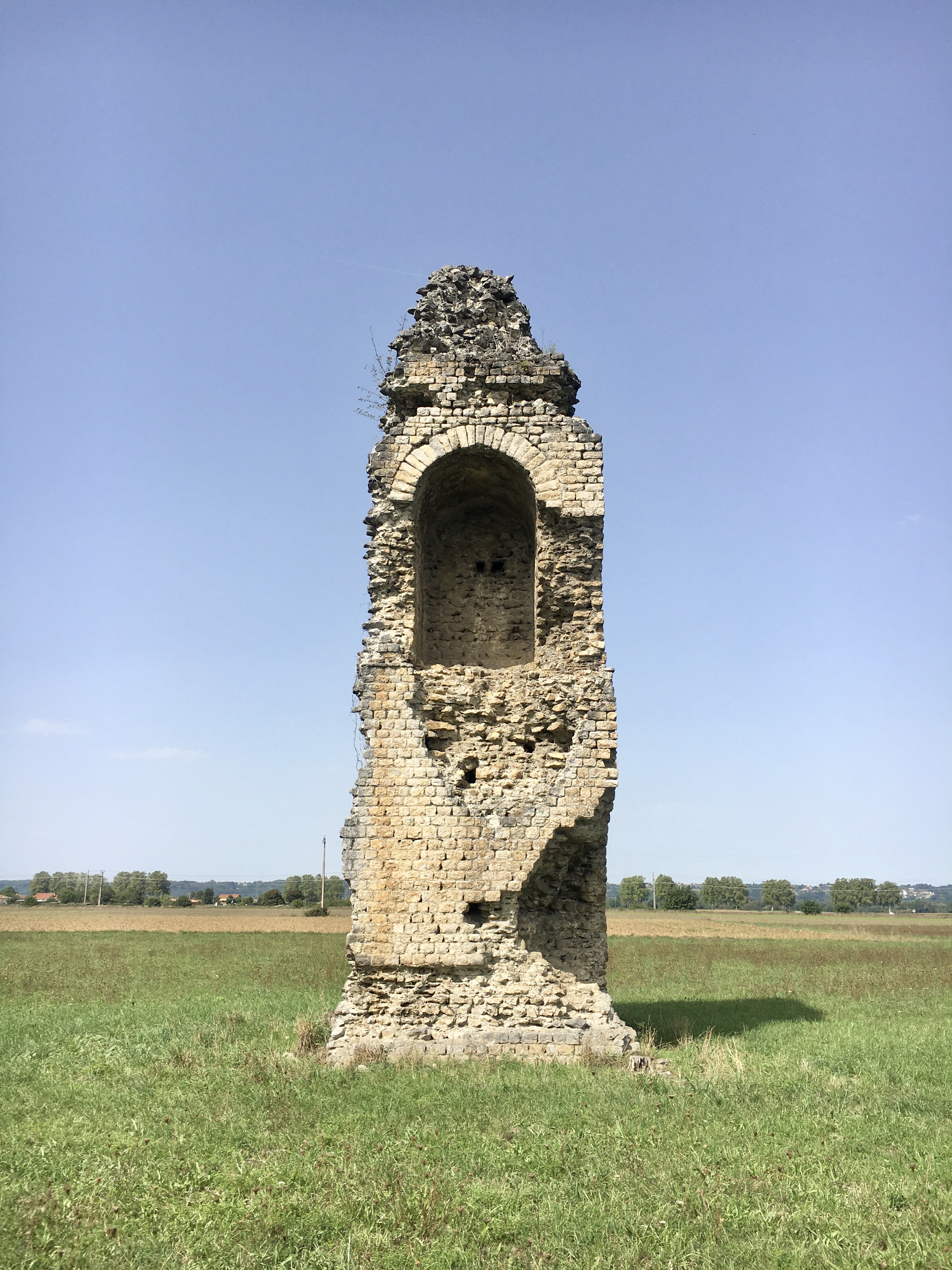
Vue du sud.
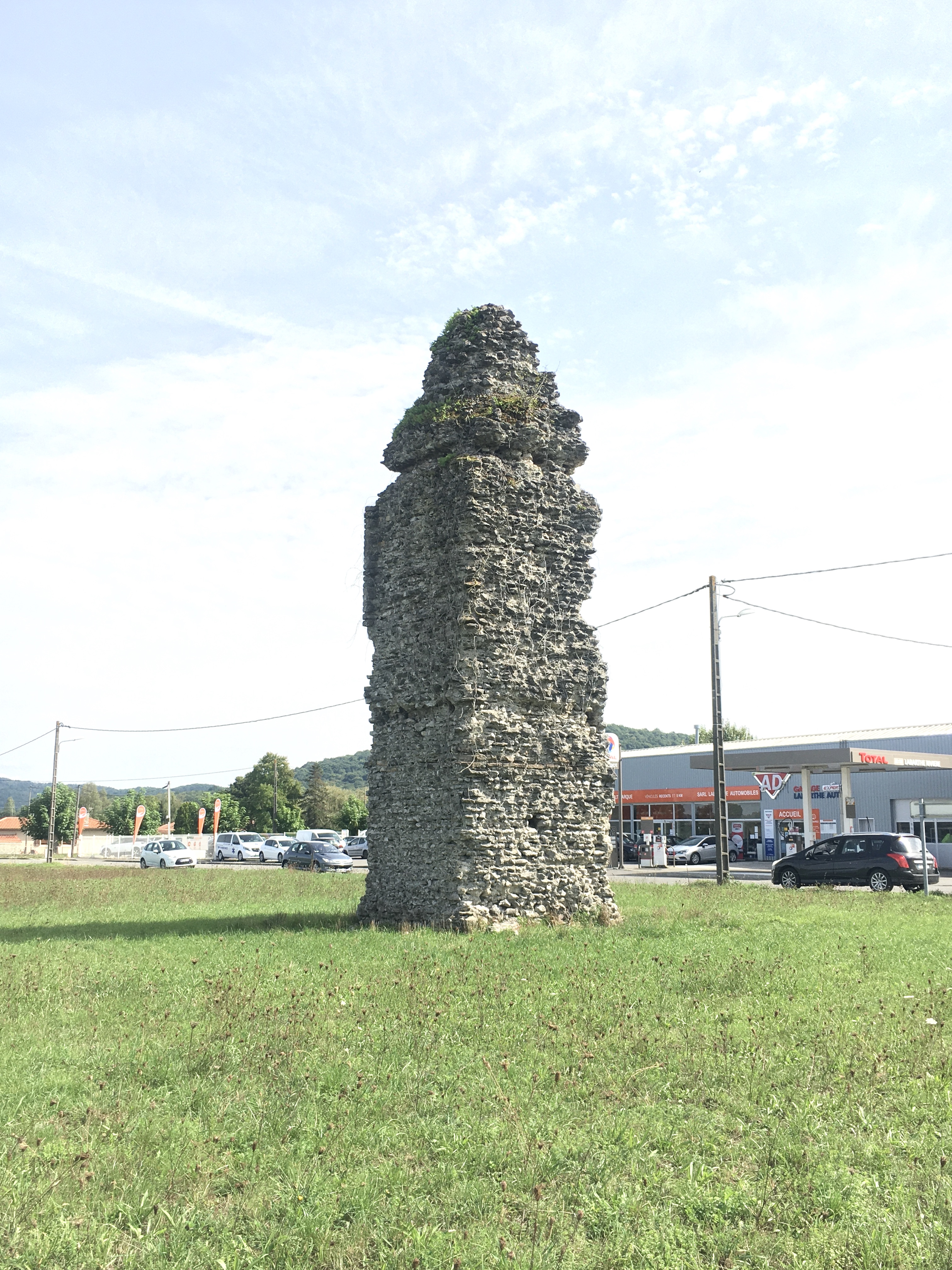
Vue du nord-ouest.
Blason de Labarthe-Rivière.

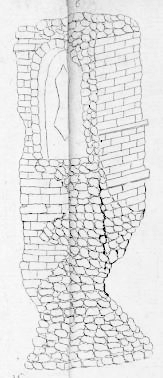
Pile détruite.

Il existait une seconde pile, non localisée précisément mais proche de la précédente et située du même côté de la route. Si certaines sources évoquent une distance de 500 m entre les deux monuments, Justin Cénac-Moncaut rapporte que seuls 17 m séparaient cette pile de la précédente. La tradition rapporte que ses décombres auraient servi de remblai lors de la construction de la ligne de chemin de fer au XIXe siècle en 1856, ; elle est vue et dessinée en 1814 par Alexandre Du Mège mais il n'en fournit pas de description, indiquant seulement que les monuments de Labarthe-Rivière sont « absolument semblables à celui que l'on remarque près de Beauchalot, mais beaucoup plus dégradés ».
Au pied de cette seconde pile, des vestiges de sculptures en marbre auraient été trouvés à l'occasion de fouilles réalisées avant 1814,.

## Fonction
La fonction de ce monument ne peut pas assurée, et seules des hypothèses peuvent être émises : peut-être était-ce une borne milliaire indiquant les distances ou un monument dédié à Mercure, en raison d'un fragment d'aile retrouvé au pied de la pile, rappelant le casque, orné d’ailes, porté par la divinité protectrice des voyageurs, mais cet élément de décor appartenait plus vraisemblablement à une sculpture représentant un oiseau.
Même en l'absence d'éléments probants, comme un enclos funéraire ou des sépultures à son pied, il est probable qu'il s'agisse du cénotaphe d'un personnage important, et que la niche ait abrité une représentation du défunt qui aurait habité une villa proche de la pile, peut-être celle de Nymfius à Valentine.